# Drystan fab Tallwch

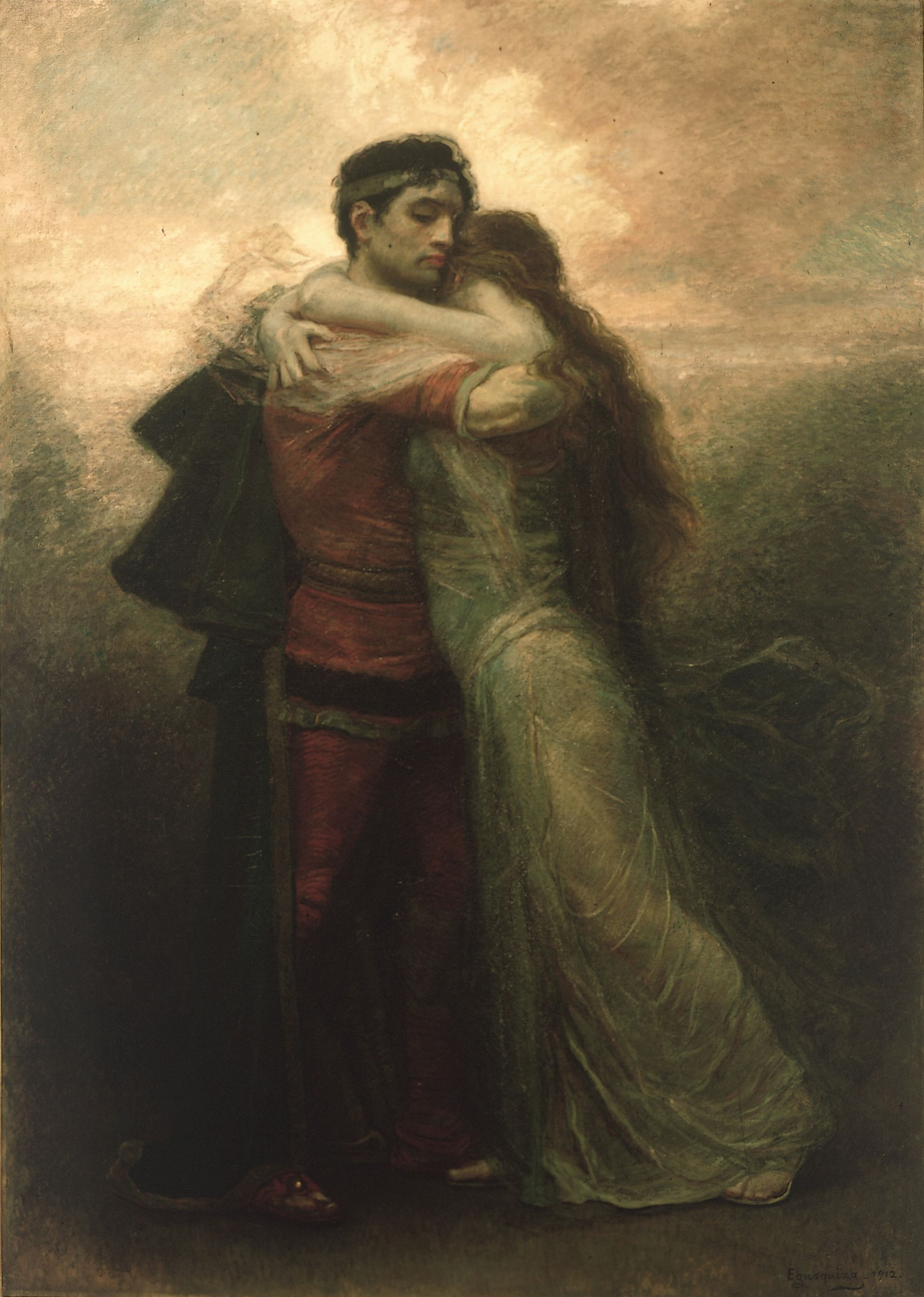
Tristán e Iseo (La vida) von Rogelio de Egusquiza (1845–1915) in einer historisierenden Darstellung von 1912

Drystan fab Tallwch ['drɘstan vaːb 'taɬux], auch Tristan, Tristran, Tristram, (lateinisch Drustanus, walisisch Drystan, Trystan; alle von keltisch *drust-, „Gefolgsmann“), ist eine Sagenfigur aus der Artussage in der walisischen Mythologie. Ein dunkles, kaum verständliches Gedicht ist im Llyfr Du Caerfyrddin („Das Schwarze Buch von Carmarthen“) enthalten, auch existiert eine nur bruchstückhaft überlieferte Ystoria Drystan in Handschriften des 15., 16. und 17. Jahrhunderts.

## Mythologie
Drystan wird in verschiedenen Triaden der Trioedd Ynys Prydein („Die Triaden der Insel Britannien“) zusammen mit Coll fab Collfrewi und Pryderi als einer der „drei mächtigsten Schweinehirten Britanniens“ (Nr. 26) genannt, außerdem als einer der „drei großen Feinde-Unterwerfer“ (Nr. 19), der „drei Kampfdiademgekrönten“ (taleithyavc, Nr. 21), der „drei großen Liebhaber“ (Nr. 71), der „drei Hartnäckigen“ (cyndynyavc, Nr. 72) und der „drei großen Edlen“ (gogyfurd, Nr. 73). Er ist ein berühmter Krieger und der Liebhaber Essyllts, der Gattin seines Onkels March fab Meirchiawn. Auch in den Englynion y Clyweid („Die Sprüche der Weisen“) wird er erwähnt.
Mindestens zwei Zusammentreffen Drystans mit König Arthur werden überliefert, zum einen in der Triade Nr. 26: 
Drystan, Sohn von Tallwch, der die Schweine von March, Sohn von Meirchiawn, hütete, solange der Schweinehirt ging, um Essyllt zu einem Treffen mit Drystan zu bitten. Und Arthur versuchte, sein es durch List oder Gewalt, ein Schwein zu erlangen, und erhielt es nicht.
Die andere Erzählung ist Ystoria Drystan, die einzige überlieferte Sage eines Zusammentreffens Drystans und Marchs mit König Arthur und Rittern der Tafelrunde. In ihr wird berichtet, dass Gwalchmei fab Gwyar (Gawain) im Auftrag von Arthur den Streit zwischen Drystan und March um die Liebe Essyllt schlichten soll. Dies gelingt, wenn auch nur für kurze Zeit, indem Gwalchmai Drystan durch das Singen von Englyns (eine traditionelle kymrische Strophenform) umzustimmen trachtet.
Es tost die unendliche Woge,
Wenn die Meereswoge am Höhepunkt der Flut.
Wer bist du, feuriger Krieger?
[…]
Drystan mit Sitten ohne Tadel,
keinen Fehler fand ich in deiner Rede,
Gwalchmei war dir Gefährte.
Drystan reagiert vorerst ärgerlich auf Gwalchmeis Beschwichtigungsversuche – dieser wird in der Erzählung „Herr des Friedens“ genannt –, lässt sich aber schließlich umstimmen und akzeptiert Arthur als Vermittler zwischen ihm und seinem Onkel. Der König verkündet einen Schiedsspruch, der den beiden Essylt je ein halbes Jahr zuspricht (Drystan, wenn die Bäume Laub tragen, March, wenn sie kahl sind), die listige Essylt versteht es, den Spruch so auszulegen, dass sie immer bei Drystan bleiben kann.
Drei Bäume sind zu etwas nütze:
Stechpalme, Efeu und Eiche,
die Blätter tragen, solang sie leben:
Solang er lebt, gehör ich Drystan.
Der Name Drystan und der seines Vaters Tallwch werden der Piktischen Sprache zugerechnet, auch die Legenden sind auf piktisches Sagengut zurückzuführen. Erst später wurden die Handlungsorte nach Wales, Cornwall und in die Bretagne verlegt. In der irischen Literatur gibt es einige Parallelen, wie Baile Binnbérlach mac Buain („Baile mit der schönen Stimme, der Sohn Buans“), Scéla Cano meic Gartnáin („Die Geschichte von Cano, dem Sohn Gartnáns“) oder Tóragheacht Dhiarmaida agus Ghráinne („Die Verfolgung von Diarmuid und Gráinne“).
In der höfischen Literatur Frankreichs und Deutschlands entstanden zwischen 1150 und 1210 Versromane, wie der Tristrant von Eilhart von Oberg oder der Tristan von Gottfried von Straßburg. In Eilharts Werk (um 1170), dem ältesten deutschen Tristan-Epos, entsteht ebenfalls eine Freundschaft zwischen Tristrant und Walwan (Gwalchmai/Gawain), der ihm sogar die Gelegenheit eines Stelldicheins mit Isalde (Essylt) verschafft. Die Frage der gegenseitigen Beeinflussung der Tristan-Dichtungen und der keltischen Version ist komplex und nicht unumstritten.